# Eriococcus celmisiae
Eriococcus celmisiae är en insektsart som först beskrevs av William Miles Maskell 1884.  Eriococcus celmisiae ingår i släktet Eriococcus och familjen filtsköldlöss. Inga underarter finns listade i Catalogue of Life.